# Aplasta faecaturia
Aplasta faecaturia là một loài bướm đêm trong họ Geometridae.